# Kalugherene, Silistra
Kalugherene (în bulgară Калугерене, în română Hagiolar) este un sat în comuna Glavinița, regiunea Silistra, Dobrogea de Sud, Bulgaria. 
Între anii 1913-1940 a făcut parte din plasa Turtucaia a județului Durostor, România.

## Demografie
Componența etnică a satului Kalugherene
     Turci (97,95%)
     Nicio identificare (0,37%)
     Altele (1,66%)
La recensământul din 2011, populația satului Kalugherene era de 539 locuitori. Din punct de vedere etnic, majoritatea locuitorilor (97,95%) erau turci. Pentru 0,37% din locuitori nu este cunoscută apartenența etnică.